# Cajiz

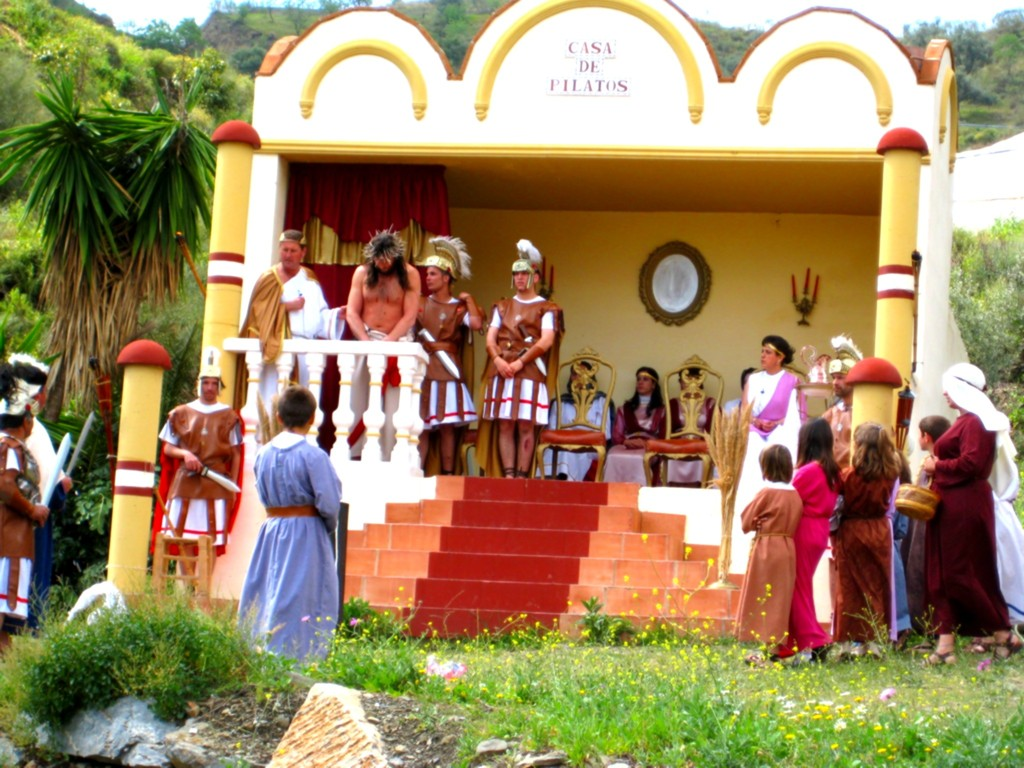
El Paso de Cajiz

Cajiz es una pedanía de Vélez-Málaga, en la provincia de Málaga (España).
Se trata de un pequeño núcleo de población de origen árabe. Su iglesia, que es una de las más antiguas del obispado de Málaga, ya figuraba en la distribución general eclesiástica malagueña de 1505. Nuestra Señora del Rosario fue la titular de la parroquia hasta el año 1897, año en el que se nombra patrón y titular a San José.
En la parte alta del pueblo, en la calle "El Chorrillo", se conservan restos arqueológicos de una fuente y un pozo de construcción mudéjar. En Cajiz existieron al menos cuatro emplazamientos mudéjares: Macharalate, Benadalid, La Mezqueta y Los Iberos.
Cajiz tiene en su territorio las pedanías de Los Claros, Cajicillos y Las Huertas.
Las fiestas más importantes de esta pedanía son las tradicionales de San Antón y la de San José, patrón del pueblo de Cajiz, durante el mes de marzo, y la fiesta cultural.

## Toponimia
Hasta finales del siglo XX, la localidad era llamada Cajís.

## El Paso de Cajiz
También es tradicional la representación del Paso de Cajiz, en el mes de abril. Este evento popular y religioso se considera el más antiguo de Andalucía. El origen de los textos, que constituyen un gran patrimonio cajiceño, se remonta a los siglos XVI y XVII, cuando inicialmente se representaban en los atrios de la iglesia del pueblo y, posteriormente, en otros parajes al aire libre.
Con su acentuado sentido de la teatralidad, satisfacían las ilusiones de unos fieles ávidos que experimentaba así la religiosidad y que de esta forma suplían la carencia de imágenes para procesionar. Un coro da vida a los personajes provistos de caretas, mientras las saetas realzaban los momentos de mayor espiritualidad. Se denomina saetas a los cánticos que se entonan en las procesiones de Semana Santa.
El Paso de Cajiz, después de nueve años sin representarse, ha vuelto a escenificarse en 2023.